# Pablo Cáceres Rodríguez
Pablo Domingo Cáceres Rodríguez est un footballeur uruguayen, né le 22 avril 1985 à Montevideo. Il évolue au poste d'arrière gauche.

## Palmarès
Vierge